# Tunnels de combat dans la bande de Gaza
Les tunnels de combat dans la bande de Gaza, surnommés le métro de Gaza par Israël, sont un réseau de tunnels développé par des groupes armés palestiniens dans la bande de Gaza pour atteindre l'Égypte et Israël.

## Objectifs
L'objectif initial des tunnels était la contrebande avec l'Égypte à partir des années 1980. 
Selon le Shin Bet, la stratégie des incursions terrestres vers Israël via des tunnels aurait été initiée par Mohammed Deïf, le chef des  brigades Izz al-Din al-Qassam. D'après son porte-parole Abou Obeida, un des objectifs des tunnels est la capture de soldats israéliens pour les échanger contre des prisonniers palestiniens détenus par Israël.
Les tunnels dissimulent des fabriques d'armes, du matériel et des centres opérationnels tout en permettant aux groupes armés palestiniens de se cacher et de se déplacer à l'abri des frappes israéliennes. 
L'unité spéciale de Tsahal versée dans la « guerre des tunnels » s'appelle Yahalom.

## Historique

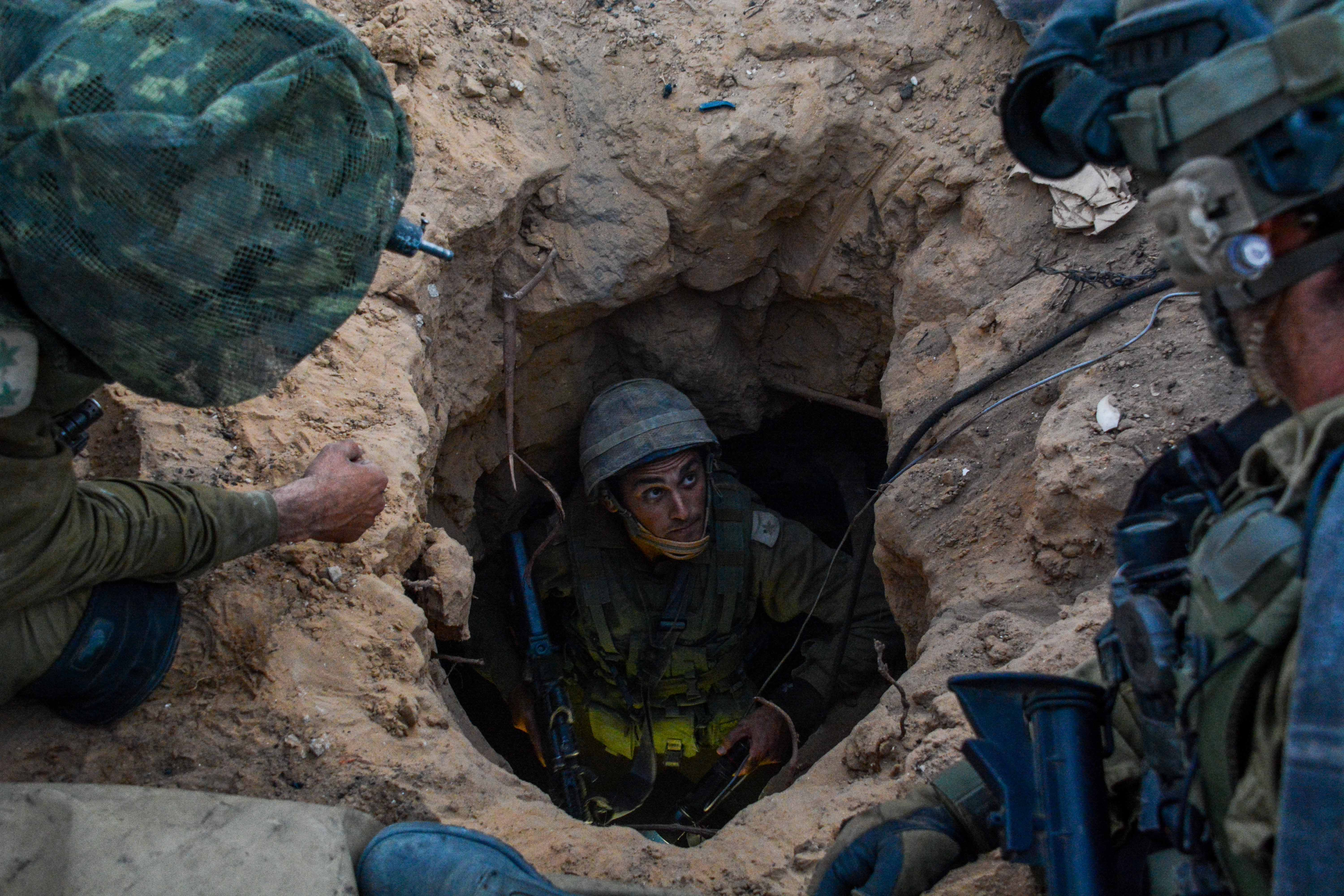
Soldats israéliens à l'entrée d'un tunnel en 2014.

La construction de tunnels de combat a débuté dans les années 2000 durant la seconde intifada avant qu'Israël ne retire ses troupes et ses colons de la bande de Gaza en 2005,. Ces constructions ont pris de l'ampleur après l'élection du Hamas à Gaza en 2006 et le blocus mené par Israël et l'Égypte sur la bande de Gaza, à partir de 2007.
En 2006, un commando palestinien s'infiltre en Israël par un tunnel pour tuer deux soldats israéliens et en enlever un troisième, Gilad Shalit, relâché cinq ans plus tard en échange de 1 027 prisonniers palestiniens détenus en Israël,.
En 2014, le Hamas affirme que plus de 160 enfants palestiniens sont morts en travaillant pour la construction de ses tunnels de guerre.
La même année, les forces terrestres israéliennes lancent l'opération Bordure protectrice dont le but annoncé est de détruire les « tunnels offensifs » du Hamas.
En 2021, Israël assure avoir détruit plus de 100 kilomètres de tunnels au moyen d'un nouveau type de bombes fracturant le sol avant d'exploser sous la chaussée.
En novembre 2022, l' Office de secours et de travaux des Nations unies pour les réfugiés de Palestine dans le Proche-Orient, dénonce la découverte de l'entrée d'un tunnel placée sous le bâtiment d'une des écoles qu'il administre, mettant en danger l'édifice, le personnel et les enfants qui le fréquentent.
En 2023, peu après les attaques du Hamas sur les localités israéliennes, où quelque 1 200 personnes sont tuées et 240 autres prises en otages, l'armée israélienne découvre sous un garage, une entrée de tunnel sise à quelques centaines de mètres du poste-frontière d'Erez, « fortement fortifié, et d’une base militaire israélienne voisine », où il a été trouvé des armes. Le tunnel plonge à 50 mètres sous terre à certains endroits et s'étend sur plus de quatre kilomètres ; il est suffisamment large pour que les véhicules, des militants et des fournitures puissent le traverser, comme l'armée suppose que cela a été le cas lors de l'attaque du 7 octobre de la même année, où les défenses de sécurité israéliennes ont été déjouées. Il est en outre relié au vaste réseau de tunnels à travers Gaza et « il s'agit du plus grand tunnel de Gaza » découvert à cette date, selon la déclaration du porte-parole militaire en chef,.
En décembre de la même année, l'armée israélienne indique avoir découvert plus de 800 descentes de tunnels et en avoir détruit 500.

## Aspects techniques

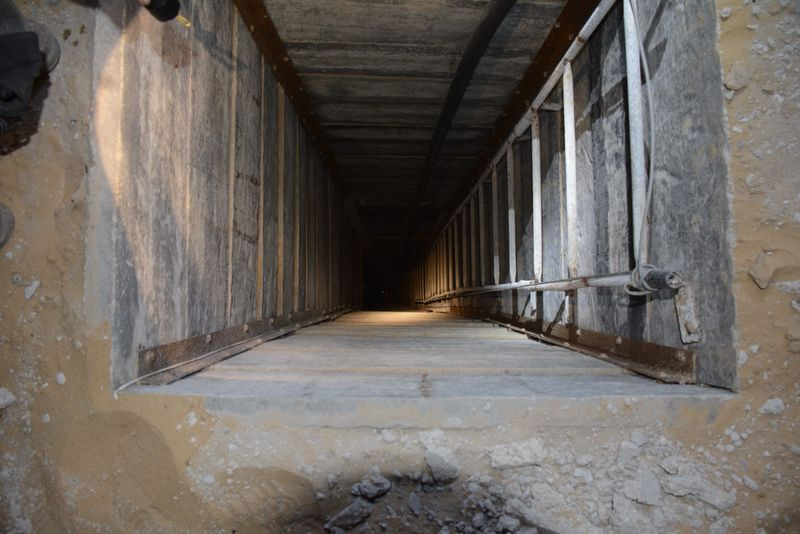
Puits découvert en 2014 par l'armée israélienne.

Les tunnels peuvent s'enfoncer jusqu'à 30 ou 40 mètres sous terre, accessibles par des puits et des entrées pouvant se trouver en zone urbaine sous des immeubles et des édifices publics, souvent au cœur de Gaza et d'autres villes palestiniennes. En 2020, Tsahal annonce avoir découvert un tunnel en construction à 70 mètres de profondeur.
Des batteries de roquettes sont cachées à quelques mètres sous la surface et peuvent être découvertes grâce à un système de trappes. 
Les tunnels sont généralement étroits tandis que d'autres sont assez larges pour laisser passer des véhicules. Certains sont pourvus d'électricité et disposent d'un système de communication indépendant de celui de Gaza.
Tsahal estime que le réseau de tunnels ferait plusieurs centaines de kilomètres. Le Hamas déclare avoir percé plus de 500 kilomètres de galeries. Dans une étude publiée en 2023, l’Institut de la guerre moderne de l’académie militaire américaine West Point confirme 1 300 galeries sur 500 kilomètres.